# Beregszászy Tamás
Beregszászy Tamás (Debrecen, 1967. március 14. –) magyar festő.

## Életútja
Gimnáziumi tanulmányai alatt kezdett ismerkedni a festészettel. A Püspökladányi Képzőművészeti Kör és a Nyári Művésztelep tagja lett, mely utóbbi  Topor András festőművész művészeti vezető  tevékenységének köszönhetően meghatározta  szakmai fejlődését.  1989-ben szerzett diplomát a Bessenyei György Tanárképző Főiskola rajz szakán. Tanárai: Bényi Árpád és Bodó Károly festőművészek.
Több évi tanítást követően, független alkotóként hivatásszerűen dolgozik.  Munkáit hazai és külföldi gyűjtők keresik és vásárolják. Képei számos galéria kínálatában megtalálhatók itthon és külföldön.
2012-től a Csenki Imre Alapfokú Művészeti Iskola képzőművészeti tanszakának vezetője

## Csoportos kiállítások
- 1990  Ladányi Galéria, Püspökladány
- 1991  Ladányi Galéria, Püspökladány
- 1991  Vízivárosi Galéria, Budapest
- 1992  Ladányi Galéria, Püspökladány
- 1993  Ladányi Galéria, Püspökladány
- 1994  Alkotóház, Kisújszállás
- 1995  Művészeti Napok, Golop
- 1995  Ladányi Galéria, Püspökladány
- 1995 DOTE Galéria, Debrecen
- 1996  Európaház, Budapest (Margit-sziget)
- 1996  Európaház, Kőszeg
- 1996  Szombathely
- 1998  Hotel Kastély, Szirák
- 1998  Graz
- 2006  Művelődési Ház, Püspökladány
- 2009  Hungarian Spirit Exhibition Tokió Japán

## Önálló kiállítások
- 1994   Iskola Galéria, Felsőzsolca
- 1995   DOTE Mini Galéria, Debrecen
- 1995   Ladányi Galéria, Püspökladány
- 1996   Mácsai Sándor Művelődési Központ, Kaba
- 1996   Botanikai Kutató Intézet, Vácrátót
- 1996   Faluház, Badacsonytördemic
- 1997   Botanikai Kutató Intézet, Vácrátót
- 1997   Hotel Mátyás, Hajdúszoboszló
- 1998   Botanikai Kutató Intézet, Vácrátót
- 2000   Kenézy Galéria, Debrecen
- 2000   Hotel Cívis, Debrecen
- 2001   ART Budapest Hungexpo
- 2001   Magyar Kultúra Alapítvány, Budavár-terem, Budapest (Budai Vár)
- 2001   Benczúr Galéria, Budapest
- 2003   Fontana Galéria, Hévíz
- 2003   Benczúr Galéria, Budapest
- 2004   Kenézy Galéria, Debrecen
- 2004   Genius-Európa, Budapest
- 2004   Bányató-Galéria, Székesfehérvár
- 2005   Volksbank, Nyíregyháza
- 2005   Café Vian, Budapest
- 2006   Uradalmi Ház, Piliscsaba
- 2007   Art-Decor Galéria, Szentendre
- 2007   Tündérrózs Galéria, Hévíz
- 2008   Iskolagaléria, Püspökladány
- 2008   Városi Galéria,  Gyöngyös
- 2010   Izabella Hotel, Budapest